# Liste der Biografien/Auh
Liste der Biografien |
Portal Biografien |
Personensuche
# |
A |
B |
C |
D |
E |
F |
G |
H |
I |
J |
K |
L |
M |
N |
O |
P |
Q |
R |
S |
T |
U |
V |
W |
X |
Y |
Z |
?
 
Aa |
Ab |
Ac |
Ad |
Ae |
Af |
Ag |
Ah |
Ai |
Aj |
Ak |
Al |
Am |
An |
Ao |
Ap |
Aq |
Ar |
As |
At |
Au |
Av |
Aw |
Ax |
Ay |
Az
 
Aua |
Aub |
Auc |
Aud |
Aue |
Auf |
Aug |
Auh |
Aui |
Auj |
Auk |
Aul |
Aum |
Aun |
Aup |
Aur |
Aus |
Aut |
Auv |
Auw |
Aux |
Auz
Die Liste der Biografien führt alle Personen auf, die in der deutschsprachigen Wikipedia einen Artikel haben. Dieses ist eine Teilliste mit 10 Einträgen von Personen, deren Namen mit den Buchstaben „Auh“ beginnt.

## Auh

### Auha
- Auhagen, Friedrich (1899–1954), deutscher Literaturwissenschaftler in den Vereinigten Staaten
- Auhagen, Hendrik (* 1951), deutscher Politiker (Bündnis 90/Die Grünen), MdB
- Auhagen, Hubert, deutscher Agrarwissenschaftler, Autor und christlicher Freund des Zionismus
- Auhagen, Kurt (1870–1923), deutscher Architekt, Regierungsbaumeister und Postbaurat
- Auhagen, Otto (1869–1945), deutscher Volkswirt
- Auhagen, Richard († 1900), deutscher Wasserbauingenieur und Baubeamter
- Auhagen, Ulrike (* 1967), deutsche Altphilologin
- Auhagen, Wolfgang (* 1953), deutscher Musikwissenschaftler

### Auhs
- Auhser, Ferdinand (* 1982), österreichischer Verleger, Autor von Kinder- und Jugendliteratur, Drehbuchautor und Produzent

### Auhu
- Auhuber, Klaus (* 1951), deutscher EishockeyspielerKlaus Auhuber (* 1951)

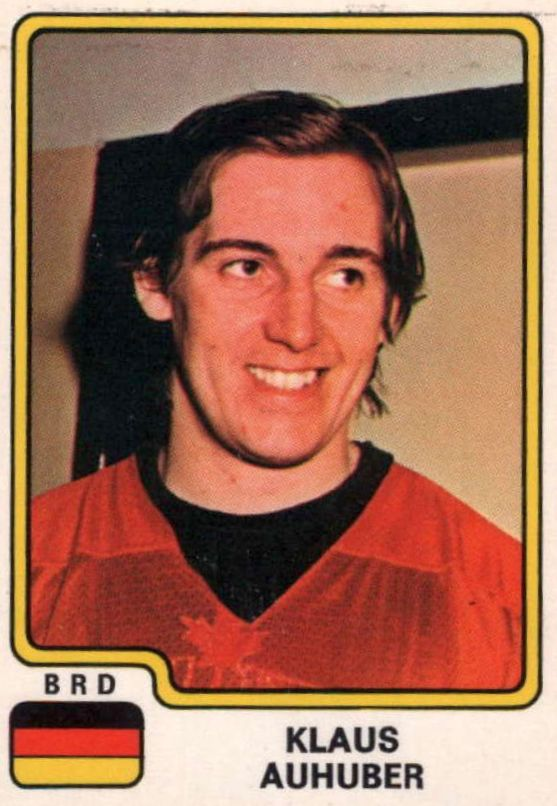
Klaus Auhuber (* 1951)